# Юбілейний (Медведевський район)
Юбіле́йний (рос. Юбилейный, марій. Юбилейный) — селище у складі Медведевського району Марій Ел, Росія. Адміністративний центр та єдиний населений пункт Юбілейного сільського поселення.

## Населення
Населення — 1614 осіб (2010; 1586 у 2002).
Національний склад (станом на 2002 рік):
- лучні марійці — 47 %
- росіяни — 35 %